# Законодательство Украины
Законодательство Украины — система нормативно-правовых актов Украины, принятых Верховной Радой Украины, другими органами, издающими нормативно-правовые акты. Все акты регистрируются в Министерстве юстиции Украины.

## Система законодательства Украины
- Конституция Украины — Основной закон государства. Имеет высшую юридическую силу на Украине.
- Закон Украины — нормативно-правовой акт, принимаемый Верховной Радой Украины.
- Кодекс Украины — кодифицированный нормативно-правовой акт, имеющий статус Закона Украины.

## Законы Украины
- Закон Украины «О Национальной полиции»
- Закон Украины о прокуратуре
- Закон Украины о статусе депутатов местных советов
- Закон Украины о всеукраинском и местных референдумах
- Закон Украины о местных государственных администрациях
- Закон Украины о службе в органах местного самоуправления
- Закон Украины о местном самоуправлении на Украине
- Закон Украины об самоорганизации населения
- Закон Украины о концессиях
- Закон Украины о защите прав потребителей
- Закон Украины о Службе Безопасности Украины
- Закон Украины о концессиях
- Закон Украины об адвокатуре
- Закон Украины об оперативно-розыскной деятельности
- Закон Украины об информации
- Закон Украины о рекламе
- Закон Украины о нотариате
- Закон Украины о Жилищно-коммунальных услугах
- Закон Украины о банках и банковской деятельности
- Закон Украины об ипотеке
- Закон Украины о страховании
- Закон Украины о собственности
- Закон Украины об оценке земель
- Закон Украины о приватизации государственного имущества
- Закон Украины о налоге на доходы физических лиц
- Закон Украины об пенсионном страховании
- Закон Украины об авторском праве и смежных правах
- Закон Украины о доступе к судебным решениям
- Закон Украины о гражданстве Украины
- Закон Украины о правовом статусе иностранцев
- Закон Украины о беженцах
- Закон Украины об иммиграции
- Закон Украины о налогах с доходов физических лиц
- Закон Украины о строительных нормах
- Закон Украины об основах градостроения
- Закон Украины о залоге
- Закон Украины о плате за землю
- Закон Украины об аренде земли
- Закон Украины об архитектурной деятельности
- Закон Украины о планировании и застройке территорий
- Закон Украины о кооперации
- Закон Украины об охране труда
- Закон Украины об отходах
- Закон Украины об отпусках
- Закон Украины о Национальном банке Украины
- Закон Украины об обращении граждан
- Закон Украины об основах государственной языковой политики

## Кодексы Украины
- Бюджетный кодекс Украины
- Водный кодекс Украины
- Воздушный кодекс Украины
- Гражданский кодекс Украины
- Гражданский процессуальный кодекс Украины
- Жилищный кодекс Украины
- Земельный кодекс Украины
- Кодекс административного судопроизводства Украины
- Кодекс Украины об административных правонарушениях
- Кодекс законов о труде Украины
- Кодекс Украины о недрах
- Кодекс торгового мореплавания Украины
- Лесной кодекс Украины
- Налоговый кодекс Украины
- Семейный кодекс Украины
- Уголовный кодекс Украины
- Таможенный кодекс Украины
- Уголовно-исполнительный кодекс Украины
- Уголовный процессуальный кодекс Украины
- Хозяйственный кодекс Украины
- Хозяйственный процессуальный кодекс Украины